# Didier Couécou
Didier Couécou, né le 25 juillet 1944 à Caudéran, est un footballeur international français.

## Carrière

### Carrière en club
Formé au sein du club des Girondins de Bordeaux, il joue au sein de l'équipe jusqu'à la fin de la saison 1968-69. Il commence la saison suivante au sein de l'OGC Nice, prêté par les Girondins mais finit cette saison avec l'Olympique de Marseille. Il gagne le titre de champion de France en 1971 et 1972. Il gagne également la coupe de France 1972 inscrivant le premier des deux buts marseillais lors de la finale contre l'équipe du SEC Bastia, qui constitue aussi le premier but officiel professionnel marqué au Parc des Princes.
À la suite de ce double titre, il rejoint le FC Nantes et gagne son troisième titre de champion de France. Cette année, le FCNA participe à la finale de la coupe de France contre l'Olympique lyonnais. Couécou inscrit encore une fois un but mais son équipe perd sur le score de 2 buts à 1.
Il retourne alors jouer pour Marseille pour une saison puis finit sa carrière au sein des Girondins en 1976 alors que les Girondins vont de plus en plus mal.

### Carrière d'entraîneur
Il occupe pendant quatre mois, de février à mai 1989, le poste d'entraîneur à Bordeaux pour remplacer Aimé Jacquet renvoyé par Claude Bez et laisse sa place d'intérim à Raymond Goethals.

### Carrière internationale
Il fait partie de la sélection de l'équipe de France 1966 qui participe à la Coupe du monde mais ne joue pas un seul match, avant de se disputer avec un membre du staff. Il ne joue qu'un seul match dans sa carrière avec les bleus, lors d'une victoire 3 à 1 contre le Luxembourg. Il réalise une passe décisive pour le second but de l'équipe marqué par Charly Loubet.

## Condamnation
En avril 1999, Didier Couécou est condamné à deux ans de prison dont quatre mois ferme pour détournements de fonds lorsqu'il est dirigeant des Girondins de Bordeaux entre 1977 et 1992. Il est emprisonné durant soixante-trois jours à la maison d'arrêt de Gradignan. Claude Bez et Ljubomir Barin sont également impliqués dans ce dossier.

## Statistiques

### Générales

#### Match international
| # | Date             | Lieu                            | Adversaire | Résultat | Compétition             | Notes      |
| - | ---------------- | ------------------------------- | ---------- | -------- | ----------------------- | ---------- |
| 1 | 23 décembre 1967 | Parc des Princes, Paris, France | Luxembourg | V 3 - 1  | Éliminatoires Euro 1968 | Titulaire. |